# Museu Arqueológico de Vólos
O Museu Arqueológico de Vólos é um museu localizado em Vólos, Grécia, no qual se mantêm expostas diversas peças do paleolítico descobertas no início do século XX e também em tempos mais recentes.